# پاریس (آرکانزاس)
پاریس (آرکانزاس) (به انگلیسی: Paris, Arkansas) یک شهر در ایالات متحده آمریکا با جمعیت ۳٬۵۳۲ نفر است که در آرکانزاس واقع شده‌است.

## موقعیت جغرافیایی
موقعیت جغرافیایی شهرها و مناطق اطراف به شرح زیر است: